# Cung xỉ lưng nằm
Cyrtomium devexiscapulae là một loài thực vật có mạch trong họ Dryopteridaceae. Loài này được (Koidz.) Koidz. & Ching miêu tả khoa học đầu tiên năm 1936.